# Presbytis melalophos
Presbytis melalophos är en däggdjursart som först beskrevs av Thomas Stamford Raffles 1821.  Presbytis melalophos ingår i släktet bladapor och familjen markattartade apor. Det svenska trivialnamnet röd bandad bladapa förekommer för arten.
Inga underarter finns listade i Catalogue of Life. Wilson & Reeder (2005) skiljer mellan fyra underarter.

## Utseende
Vuxna individer har en päls som varierar i färgsättningen mellan rödbrun, orange, mörkgrå och vitaktig. Buken och extremiteternas insida är vanligen ljusare. Ungar föds med vit päls. Den för bladapor typiska tofsen på huvudet är mörk. Liksom andra bladapor har arten en smal kropp och långa kraftiga fingrar, förutom tummen som är bara en liten stubbe. Ansiktet är nästan naket med mörk hud. Som kontrast finns ljusa ringar kring ögonen.
Kroppslängden (huvud och bål) är 42 till 59 cm, svanslängden 53 till 81 cm och vikten varierar mellan 5,8 och 7,4 kg.

## Utbredning och habitat
Denna bladapa förekommer på Sumatra och på mindre öar i samma region. Habitatet utgörs av regnskogar, fuktiga buskskogar och jordbruksmark.

## Ekologi
Arten är aktiv på dagen och klättrar vanligen i växtligheten. Den rör sig allmänt 500 till 800 meter per dag. Det finns haremsflockar med en vuxen hane, blandade flockar med flera vuxna hanar och honor samt deras ungar, ungkarlsflockar och ensam levande hanar. Flocken har 12 till 18 medlemmar.
Individerna äter främst blad samt några frukter, blommor och frön.
Honor kan para sig hela året och de flesta ungar föds när tillgången till föda är störst. Per kull föds oftast en enda unge och sällan tvillingar. Hanar måste lämna flocken efter fem till tio månader när de blir självständiga. Könsmognaden infaller för honor efter cirka fyra år och för hanar ett år senare.

## Hot och status
Presbytis melalophos hotas främst av habitatförlust när skogen omvandlas till monotona trädodlingar. Trots förbud fångas ungdjur för att hålla de som sällskapsdjur och ibland dödas individer för köttets skull. IUCN kategoriserar arten globalt som starkt hotad.